# Erwin Stadlbauer
Erwin Stadlbauer (* 1957 in Neckarsulm) ist ein deutscher Materialkundler und Denkmalpfleger.

## Wirken
Erwin Stadlbauer studierte bis 1984 Mineralogie an der Albert-Ludwigs-Universität in Freiburg und promovierte 1988 in diesem Fach. Seit 1989 ist er Wissenschaftlicher Angestellter der niedersächsischen Denkmalfachbehörde in Hannover, zunächst im Institut für Denkmalpflege, aus dem 1998 das Niedersächsische Landesamt für Denkmalpflege (NLD) hervorging. Dort baute er das materialkundlich-chemische Labor im Referat Restaurierung mit auf. Nach der Pensionierung von Peter Königfeld war Stadlbauer bis zu seinem Ruhestand Anfang 2023 Leiter der Abteilung Fachdienste, welche die Restaurierungsreferate mit umfasste.
Während seiner mehr als drei Jahrzehnte umfassenden Tätigkeit in der niedersächsischen Denkmalpflege betreute er zahlreiche Forschungs- und Entwicklungsprojekte der Restaurierungswissenschaft, so beispielsweise das Projekt „Erhaltung von Naturstein-Grabmalen des Jüdischen Friedhofs An der Strangriede in Hannover“ und das Vorhaben „Erhaltung des umweltgeschädigten Kreuzganges der Michaeliskirche in Hildesheim“. Bei diesen und anderen Kooperationen arbeitete Stadlbauer zumeist interdisziplinär mit Fachkollegen sowie Hochschulen und konnte mehrfach die Deutsche Bundesstiftung Umwelt (DBU) als Sponsor gewinnen.
2003 berief ihn die Hochschule für angewandte Wissenschaft und Kunst Hildesheim zum Honorarprofessor am Fachbereich Konservierung und Restaurierung, wo er zuvor bereits seit zwölf Jahren in der Lehre und Forschung tätig war.

## Schriften (Auswahl)
- Vulkanologisch-geochemische Analyse eines jungen Ignimbrits: der Kos-Plateau-Tuff (Südost-Ägäis). Dissertation Albert-Ludwigs-Universität in Freiburg, 1988.
- Der Forschungsbereich Steinzerfall/Steinkonservierung. Aufgaben und beispielhafte Untersuchungsergebnisse. In: Niedersächsische Denkmalpflege, Bd. 14, 1992, S. 66–81.
- mit Peter Königfeld: Zur Wartung und Pflege von Kulturdenkmalen. Die Erhaltung von Grabmalen auf dem Jüdischen Friedhof „An der Strangriede“ in Hannover. In: Berichte zur Denkmalpflege in Niedersachsen, Jg. 16, 1996, S. 118–119.
- mit Jochen Lepper, Hans-Hermann Neumann, Jutta Weber: Methodenentwicklung zur Ressourcenschonung und zum Bautenschutz an den historischen Dacheindeckungen mit Solling-Sandsteinplatten des Jagdschlosses Clemenswerth bei Sögel im Emsland, Niedersachsen. Abschlussbericht zu den maßnahmenorientierten Untersuchungen im Rahmen des DBU-Forschungsprojektes. Meppen 2010. (Digitalisat auf hornemann-institut.de, abgerufen am 18. November 2023)
- Historische und moderne Gipsmörteltechnologie – Beispiele aus der niedersächsischen Denkmalpflege. In: Gipshaltiges Mauerwerk am Baudenkmal. ERhalten – Instandsetzen – Ersetzen? Institut für Steinkonservierung (IFS-Bericht), Mainz 2019, S. 29–32.
- mit Christina Krafczyk, Gerhard D’ham, Rolf Niemeyer, Cordula Reulecke: Entwicklung und modellhafte Anwendung von Konservierungsstrategien zum Erhalt von anthropogen geschädigten Schieferwandbehängen am Beispiel der Fassade des Mönchehauses in Goslar. Abschlussbericht. Hannover 2021. (Digitalisat auf dbu.de, abgerufen am 18. November 2023)
- mit Christina Achhammer, Christoph Fiebiger, Klaus Püttmann: Beseitigung und Vermeidung nutzungsbedingter anthropogener Umweltschäden am Beispiel der national bedeutenden Schlosskapelle in Celle. Abschlussbericht. Hannover 2021. (Digitalisat auf dbu.de, abgerufen am 18. November 2023)